# Actizera arsacia
Actizera arsacia är en fjärilsart som beskrevs av Lederer 1869. Actizera arsacia ingår i släktet Actizera och familjen juvelvingar. Inga underarter finns listade i Catalogue of Life.